# 鲁施贝格
鲁施贝格（德語：Ruschberg，發音：[ˈʁʊʃbɛʁk]）是德国莱茵兰-普法尔茨州比肯费尔德县的市镇，面积7.45平方千米，2023年12月31日人口为823人。